# محوطه باستان‌شناختی قلعه گبری جغری
محوطه باستان‌شناختی قلعه گبری جغری؛ نام محوطه‌ای باستانی مربوط به دورهٔ ساسانی، سده‌های میانی اسلامی است و در شهرستان مشهد واقع شده و این اثر در تاریخ ۲۲ آذر ۱۳۹۵ با شمارهٔ ثبت ۳۱۶۱۴ به‌عنوان یکی از آثار ملی ایران به ثبت رسیده‌است.